# Halloween (saga)
Halloween es una saga de películas estadounidenses del género slasher. Se centra en el asesino psicópata Michael Myers, quien tras pasar quince años en un hospital psiquiátrico por haber matado a su hermana mayor, escapa y reincide en sus crímenes. Este asesino mata niños a partir de los 11 años. 
Esta serie creó o reinventó el género slasher.[cita requerida] Consta de once películas, con la undécima película producida por el director de la original, John Carpenter, la cual será una secuela directa de la primera película (1978), y se sitúa 40 años después.
El villano, Michael Myers, lleva una máscara blanca y un cuchillo de cocina. Dicha máscara es en realidad un modelo de látex del rostro del personaje de ciencia ficción "Capitán Kirk" de la franquicia Star Trek, interpretado por el actor canadiense William Shatner.
La franquicia Halloween es la segunda saga de terror más taquillera, con unos $620 millones de dólares mundialmente, le convierten en el puesto número dos del ranking de taquilla de todas las sagas de horror. Solo por detrás de la saga del The Conjuring.

## Películas
| Películas                                         | Director                 |
| ------------------------------------------------- | ------------------------ |
| Halloween (1978)                                  | John Carpenter           |
| Halloween II (1981)                               | Rick Rosenthal           |
| Halloween III: Season of the Witch (1982)         | Tommy Lee Wallace        |
| Halloween 4: El regreso de Michael Myers (1988)   | Dwight H. Little         |
| Halloween 5: La venganza de Michael Myers (1989)  | Dominique Othenin-Girard |
| Halloween 6: La maldición de Michael Myers (1995) | Joe Chapelle             |
| Halloween H20: Twenty Years Later (1998)          | Steve Miner              |
| Halloween: Resurrection (2002)                    | Rick Rosenthal           |
| Halloween (2007)                                  | Rob Zombie               |
| Halloween II (2009)                               | Rob Zombie               |
| Halloween (2018)                                  | David Gordon Green       |
| Halloween Kills (2021)                            | David Gordon Green       |
| Halloween Ends (2022)                             | David Gordon Green       |

### Orden cronológico
| Orden cronológico "original"                      |
| ------------------------------------------------- |
| Halloween (1978)                                  |
| Halloween II (1981)                               |
| Halloween 4: The Return of Michael Myers (1988)   |
| Halloween 5: La venganza de Michael Myers (1989)  |
| Halloween 6: La maldición de Michael Myers (1995) |
| Orden cronológico "segunda parte"                 |
| Halloween (1978)                                  |
| Halloween II (1981)                               |
| Halloween H20: Twenty Years Later (1998)          |
| Halloween: Resurrection (2002)                    |
| Reinicio                                          |
| Halloween (2007)                                  |
| Halloween II (2009)                               |
| Orden cronológico "tercera parte"                 |
| Halloween (1978)                                  |
| Halloween (2018)                                  |
| Halloween Kills (2021)                            |
| Halloween Ends (2022)                             |
| Antología                                         |
| Halloween III: Season of the Witch (1982)         |

## Historia
La primera película de Halloween dirigida por John Carpenter y producida por Debra Hill y Carpenter (entonces pareja) costó 325.000 dólares; un presupuesto muy bajo para la época y contó con actores prácticamente desconocidos y que tenían sus primeros papeles con excepción de Donald Pleasence quien interpreta al Dr. Loomis y que fue el actor más pagado de la película (25.000 dólares por cinco días de trabajo). El papel de Loomis fue ofrecido a Christopher Lee y a Peter Cushing quienes declinaron (Lee diría luego que fue un grave error en su carrera haber rechazado). La película trata sobre Michael Myers, quien a la edad de 6 años mata a cuchilladas a su hermana mayor adolescente y es enviado a un hospital psiquiátrico por años, hasta que escapa y va en busca de su hermana menor Laurie Strode (Jamie Lee Curtis), quien desconoce el parentesco pues fue adoptada siendo niña por los Strode, la cual ejerce como niñera de dos pequeños en la noche de Halloween. 
La película fue un rotundo éxito de taquilla convirtiéndose en una de las películas independientes más exitosas y revitalizando el género de cine slasher que se haría muy popular. Posteriores películas con un asesino serial enmascarado como Viernes 13 y Prom Night estarían fuertemente influenciadas por Halloween.
El éxito de la primera motivó una secuela, Halloween 2, sin embargo, los productores deseaban dejar de lado el personaje de Michael Myers y crear una franquicia de películas en forma de antología en donde cada año saldría un nuevo filme acontecido en la fecha de Halloween pero sin relación con el anterior. Por ello, el final de Halloween 2 intentó matar definitivamente a Myers quien aparentemente muere en una explosión de gas provocada a propósito por el Dr. Loomis quien se sacrifica para matar a Michael, y puede verse a Michael caminando repleto de llamas hasta desfallecer.
Es por esto que la película Halloween 3: El día de la bruja no tiene relación alguna con Michael Myers o ninguno de los personajes de Haddonfield, y cuenta la historia de una conspiración descubierta por un médico donde una extraña corporación juguetera liderada por druidas busca sacrificar miles de niños en la noche de brujas. La película fue una decepción de taquilla, frustrando así los planes de la serie de antología.
Se decide devolver a la vida al personaje de Michael y reanudar la saga. Pero la idea de Carpenter de hacer una cuarta película con más terror psicológico fue rechazada por considerarse demasiado intelectual, así que Carpenter vende los derechos del personaje al productor Moustapha Akkad y se inicia la producción de Halloween 4: El regreso de Michael Myers. En ella Michael, quien está en coma desde la explosión diez años atrás, se entera de que tiene una sobrina viva; Jaimie Lloyd (Danielle Harris), hija de su hermana Laurie quien murió en un accidente de tránsito junto a su esposo. Michael sale del coma y escapa en busca de su sobrina de nueve años. Al final, Michael es acribillado por la policía pero parece traspasar su maldad a su sobrina quien apuñala a su madre adoptiva al final del filme para horror del Dr. Loomis quien parece descubrir que la maldad de Michael no tiene fin.
Aunque la idea original era hacer de Jamie la asesina en la siguiente película, la idea fue descartada por los ejecutivos al considerarla demasiado polémica, por lo que en Halloween 5: La venganza de Michael Myers el asesino es Michael una vez más, quien sobrevivió a los disparos de la policía y fue cuidado por un anciano en una cabaña. Michael, de nuevo, inicia una masacre en busca de su sobrina con quien parece tener una conexión psíquica. Aparece también por primera vez el misterioso hombre de negro.
Halloween 6: La maldición de Michael Myers muestra como tras los eventos de la quinta película, él y su sobrina Jaimie son secuestrados por un extraño culto celta. Jamie, ahora de 15 años, da a luz a un bebé aparentemente producto de la violación de su tío Michael y que debía ser sacrificado por el culto en el día de Halloween. Jaimie escapa con el bebé y es perseguida y asesinada por Michael, pero el bebé fue ocultado a tiempo y es encontrado por Tommy Doyle (uno de los niños que cuidó Laurie en la película original) y Loomis. Las películas 4, 5 y 6 mantienen una misma continuidad siguiendo el arco argumental de la «Maldición de Thorne», un dios celta de la muerte simbolizado por la runa Th al cual se le rendía culto sacrificando a una familia entera en su honor para evitar que derramara su maldad sobre la tierra. Esta continuidad explica los poderes de Michael (su inmortalidad y fuerza sobrehumana) como resultado de la magia negra y lo sobrenatural.
En Halloween H20, hecha en el aniversario de los 20 años de la película original y dirigida por Steve Miner famoso por dirigir Viernes 13, Parte II, se desecha enteramente la continuidad de la maldición de Thorne y se hace como una secuela directa de las dos primeras películas. En esta Laurie sigue viva y nunca tuvo una hija, sino un único hijo llamado John. Laurie vive bajo un pseudónimo y es una exitosa directora de un colegio privado, pero se encuentra aún severamente traumatizada por los hechos del pasado. La película contiene varias referencias a otras películas de terror como Psicosis, protagonizada por la madre de Curtis Janet Leigh (la cual también tiene un pequeño papel en la película), así como escenas en la televisión de Scream 2 –la escena de la muerte de Casey 'Cici' Cooper (Sarah Michelle Gellar)– de Wes Craven. La película estuvo intencionada como un cierre definitivo de la saga, de ahí que al final de la misma puede verse como Laurie decapita a su hermano Michael tras una escena conmovedora en la que Michael clama por su ayuda y Laurie titubea sobre si debe matarlo o no.
Halloween H20 fue una película exitosa de taquilla, por lo que se hizo una secuela, Halloween: Resurrección, con celebridades como Tyra Banks y el rapero Busta Rhymes. En resurrección se da a conocer que Laurie no decapitó a Michael, si no a un paramedico al cual Michael le puso su ropa y aplasto su laringe en la escuela en Halloween H20. Es considerada generalmente como la peor película de la saga y fue un fracaso en taquilla por el hecho de asesinar a Laurie Strode y por traer devuelta a Michael de forma algo excéntrica.
Rob Zombie realizó una adaptación de la película en 2007. La nueva versión fue seguida por otra película en 2009: Halloween 2. En esta el cineasta le da un origen más realista a Michael Myers explicando sus tendencias asesinas como resultado de su niñez en un hogar disfuncional, con una hermana mayor que no se preocupa de su hermano, un padrastro que abusa verbalmente de él y le intimida y una madre estríper de la que los compañeros de escuela de Michael hacen bromas obscenas. Loomis es interpretado por el actor Malcolm McDowell. Zombie añade elementos psicológicos como visiones de Michael de su madre (interpretada por Sheri Moon Zombie) y de él mismo siendo niño guiándolo en sus asesinatos y en la persecución de su hermana Laurie (Scout Taylor-Compton).
Un tercer filme de Halloween titulado Halloween Returns fue anunciado en 2011 escrito por Patrick Melton, dirigido por Marcus Dunstan (de la saga de películas Saw) y producido por Malek Akkad y Matt Stein, el film seguiría a un grupo de adolescentes que buscan vengarse de Myers quien se encuentra esperando su ejecución, pero escapa. El tercer filme fue oficialmente cancelado en 2015 después de que Dimension Films perdiera los derechos sobre la franquicia. En mayo de 2016 se anunció que John Carpenter producirá la película.
En el 2018 se estrenó Halloween que es una secuela directa de la original de 1978. Se sitúa 40 años después de los sucesos de Halloween 1978 y nos muestra que Michael Myers estuvo en una institución mental todos estos años, pero el 30 de octubre del 2018 cuando lo transfieren a otro manicomio logra escapar para continuar su masacre y vengarse de Laurie Strode (en esta realidad Michael y Laurie no son hermanos, esto debido a que los productores ignoraron el parentesco para que Michael fuera visto de otra forma y no solo como un asesino de familias. La película ha recaudado más de 90 millones de dólares en su primer fin de semana, por lo que se anunció que tendrá una secuela a estrenarse en el 2020, pero debido a la pandemia de COVID-19, fue retrasada hasta octubre de 2021.

## Recepción
| Película                                  | Rotten Tomatoes   | Rotten Tomatoes      | Rotten Tomatoes     | Metacritic      | CinemaScore | IMDb                | FilmAffinity       |
| Película                                  | Crítica           | Críticos Importantes | Audiencia           | Metacritic      | CinemaScore | IMDb                | FilmAffinity       |
| ----------------------------------------- | ----------------- | -------------------- | ------------------- | --------------- | ----------- | ------------------- | ------------------ |
| Halloween                                 | 96% (76 reseñas)  | 87% (15 reseñas)     | 89% (301 468 votos) | 78 (11 reseñas) | B+          | 7.7 (256 549 votos) | 6.7 (27 044 votos) |
| Halloween II                              | 31% (42 reseñas)  | 25% (8 reseñas)      | 63% (76 417 votos)  | 40 (11 reseñas) | B           | 6.5 (83 827 votos)  | 5.4 (3 965 votos)  |
| Halloween III: Season of the Witch        | 39% (28 reseñas)  | 40% (5 reseñas)      | 27% (52 010 votos)  | 38 (7 reseñas)  | B           | 5.0 (49 204 votos)  | 4.0 (2 360 votos)  |
| Halloween 4: The Return of Michael Myers  | 29% (28 reseñas)  | 0% (7 reseñas)       | 52% (68 770 votos)  | 43 (7 reseñas)  | B+          | 5.8 (48 798 votos)  | 4.6 (2 570 votos)  |
| Halloween 5: The Revenge of Michael Myers | 12% (25 reseñas)  | 33% (3 reseñas)      | 37% (65 403 votos)  | 35 (7 reseñas)  | B-          | 5.1 (38 776 votos)  | 3.9 (2 089 votos)  |
| Halloween: The Curse of Michael Myers     | 9% (35 reseñas)   | 0% (9 reseñas)       | 37% (67 814 votos)  | 30 (3 reseñas)  | B+          | 4.8 (34 494 votos)  | 3.8 (2 370 votos)  |
| Halloween H20: 20 Years Later             | 52% (61 reseñas)  | 57% (14 reseñas)     | 49% (179 602 votos) | 52 (20 reseñas) | A           | 5.8 (71 081 votos)  | 4.4 (6 430 votos)  |
| Halloween: Resurrection                   | 22% (67 reseñas)  | 12% (17 reseñas)     | 35% (90 166 votos)  | 19 (17 reseñas) | B+          | 4.0 (41 233 votos)  | 3.5 (3 420 votos)  |
| Halloween                                 | 28% (119 reseñas) | 21% (28 reseñas)     | 59% (90 166 votos)  | 47 (18 reseñas) | B-          | 6.1 (115 500 votos) | 5.7 (9 972 votos)  |
| Halloween II                              | 2% (81 reseñas)   | 20% (20 reseñas)     | 24% (385 660 votos) | 15 (17 reseñas) | C-          | 4.8 (51 991 votos)  | 5.0 (3 725 votos)  |
| Halloween                                 | 79% (385 reseñas) | 77% (61 reseñas)     | 70% (10 000 votos)  | 77 (14 reseñas) | A           | 6.6 (137 836 votos) | 5.6 (9 078 votos)  |
| Halloween Kills                           | 39% (238 reseñas) | 29% (48 reseñas)     | 60% (5 000 votos)   | 42 (45 reseñas) | B-          | 5.7 (47 299 votos)  | 5.2 (1 818 votos)  |
| Halloween Ends                            | 40% (161 reseñas) | 35% (43 reseñas)     | 57% (1 000 votos)   | 46 (41 reseñas) | C+          | 5.1 (23 000 votos)  | 4.6 (846 votos)    |
| Promedio                                  | 37%               | 33%                  | 51%                 | 42              | B+          | 5.7                 | 4.8                |

## Taquilla
| #  | Título                                    | Año  | Presupuesto               | Recaudación mundial         | Taquilla doméstica (EE. UU.) | Taquilla internacional     | Ref.   |
| -- | ----------------------------------------- | ---- | ------------------------- | --------------------------- | ---------------------------- | -------------------------- | ------ |
| 1  | Halloween                                 | 1978 | $ 325,000                 | $ 70 millones de dólares    | $ 47,3 millones de dólares   | $ 23 millones de dólares   | [ 16 ] |
| 2  | Halloween II                              | 1981 | $ 2,5 millones de dólares | $ 25,5 millones de dólares  | $ 25,5 millones de dólares   | $ -                        | [ 17 ] |
| 3  | Halloween III: Season of the Witch        | 1982 | $ 2,5 millones de dólares | $ 14,4 millones de dólares  | $ 14,4 millones de dólares   | $ -                        | [ 18 ] |
| 4  | Halloween 4: The Return of Michael Myers  | 1988 | $ 5 millones de dólares   | $ 17,8 millones de dólares  | $ 17,8 millones de dólares   | $ -                        | [ 19 ] |
| 5  | Halloween 5: The Revenge of Michael Myers | 1989 | $ 5 millones de dólares   | $ 11,6 millones de dólares  | $ 11,6 millones de dólares   | $ -                        | [ 20 ] |
| 6  | Halloween: The Curse of Michael Myers     | 1995 | $ 5 millones de dólares   | $ 15,1 millonesUSD          | $ 15,1 millones de dólares   | $ -                        | [ 21 ] |
| 7  | Halloween H20: 20 Years Later             | 1998 | $ 17 millones de dólares  | $ 75 millones de dólares    | $ 55 millones de dólares     | $ 20 millones de dólares   | [ 22 ] |
| 8  | Halloween: Resurrection                   | 2002 | $ 13 millones de dólares  | $ 37,7 millones de dólares  | $ 30,4 millones de dólares   | $ 7,7 millones de dólares  | [ 23 ] |
| 9  | Halloween                                 | 2007 | $ 15 millones de dólares  | $ 80,5 millones de dólares  | $ 58,3 millones de dólares   | $ 22,2 millones de dólares | [ 24 ] |
| 10 | Halloween II                              | 2009 | $ 15 millones de dólares  | $ 39,4 millones de dólares  | $ 33,4 millones de dólares   | $ 6 millones de dólares    | [ 25 ] |
| 11 | Halloween                                 | 2018 | $ 10 millones de dólares  | $255,6 millones de dólares  | $159,3 millones de dólares   | $ 96,3 millones de dólares | [ 26 ] |
| 12 | Halloween Kills                           | 2021 | $ 20 millones de dólares  | $133,4 millones de dólares  | $ 92 millones de dólares     | $ 41,4 millones de dólares | [ 27 ] |
| 13 | Halloween Ends                            | 2022 | $ 30 millones de dólares  | $ 104,2 millones de dólares | $ 64 millones de dólares     | $ 44,2 millones de dólares | [ 28 ] |